# 예일 대학교 총장 목록
예일대학교는 1701년에 설립되어 현재에 이르기까지 미국의 아이비리그에 포함되어 있는 명문대학교이다.
총장들의 명단은 다음과 같다.
1. 아브람 피어슨 1701-1707
2. 사무엘 앤드류 1701-1719
3. 티모시 커틀러  1719-1726
4. 엘리사 윌리엄스 1726-1739
5. 토마스 클랩 1740-1745
6. 납달리 다게트 1766-1777
7. 에스라 스타일즈 1777-1795
8. 티모디 드와이트 4세 1795-1817
9. 제레미아 데이  1817-1846
10. 데오도르 드와이트 울시 1846-1871
11. 노아 포터 3세 1871-1886
12. 티모디 드와이트 5세 1886-1899
13. 아서 트위닝 해들리 1899-1921
14. 제임스 로우랜드 1921-1937
15. 찰스 세이무어 1937-1951
16. 알프레드 휫트니 1951-1963
17. 킹맨 브루스터 주니어 1963-1977
18. 하나 홀보온 그레이 1977-1978
19. A. 바트렛 지아매티 1978-1986
20. 베노 C. 슈미트 주니어 1986-1992
21. 하워드 R. 라마르 1992-1993
22. 리차드 C. 레빈 1993-2013
23. 피터 살로비 2013- 현재(2019)